# Scott Muller
Scott A. Muller (Rochester, Minnesota, 28 de junio de 1970) es un panameño-estadounidense que compitió por Panamá en Piragüismo en eslalon de 1995 a 2003.

## Biografía
Terminó 44.º en la prueba K-1 en los Juegos Olímpicos de Verano de 1996 en Atlanta. En 2002 ganó medalla de bronce en el Campeonato Panamericano de Kayak de Slalom  en el río Aconcagua en Chile. De 2007 a 2012, Muller fue Director  de la Fundación Clinton - Iniciativa Climática Clinton y el Grupo de Liderazgo Climático de Ciudades C40 en Lima, Perú.